# Японска баня
Японската баня значително се различава от банята, като процес и помещение, с която са свикнали европейците.
Като цяло азиатците са свикнали да прекарват повече време в банята, отколкото европейците или американците. Всъщност „вземането на баня“ още от древни времена се е превърнало в ритуал за японците, при който си почива не само тялото, но и духът на човека. Даже има и поговорка, която в превод гласи следното: „Офуро е най-голямото лакомство за душата и най-голямото лекарство за тялото“ 

## Офуро
Офуро (お風呂) е основна част от японската баня. Представлява кръгла дървена вана с пейка. Традиционно е изработена от дърво – кедър. В днешни дни може да се видят такива и от пластмаса. По форма тази вана наподобява бъчва. Температурата на водата вътре достига до 50 градуса.
Освен офуро в японската баня има също: правоъгълна дървена вана пълна с нагорещени до 50 – 70 градуса кедрови стърготини (нарича се фураго), правоъгълна дървена вана с топли обли камъни и място за почивка.

## История на Японската баня
В Будизма се смята, че животните не трябва да бъдат убивани. Съответно нямало откъде да се набави една от основните съставки на сапуна – животинската мас. Затова японците са прибегнали до друго решение – къпане с много гореща вода. Освен това японската баня се е смятала и за отлично средство за каляване на организма през зимата, която температурите падат до -40 градуса и нивото на влажността е високо.
Наред с това се смятало, че „абсолютен войн“ е този, който се свърже с 4-те елемента – земя (дървената вана), огън (високата температура), вода (водата във ваната), въздух (парите от ваната).

## Етапи на Офуро
Ритуалът за „взимане на вана“ в Япония се състои от следните етапи:
1. Взима се топъл душ, за да може тялото предварително да свикне с високата температура, а и порите да се отворят частично.
2. Потапяне в дървената вана, в която температурата достига до около 50 градуса. Смята се, че при такава висока температура, човек може да се „изчисти“ достатъчно добре и без да ползва сапун. Към водата може да се добавят морска сол, розови листенца или етерични масла. Във ваната се престоява между 5 и 15 минути. Тялото трябва да е потопено до гърдите, за да не се натоварва сърцето от топлината.
3. След като човек излезе от ваната се подсушава добре и се потапя във ваната с нагорещените кедрови стърготини, като се покрива цялото тяло с тях. Към тях могат да се добавят билки. Кедровите стърготини попиват потта, порите се отварят и попиват по-добре етеричните масла. Ефектът от сухата баня е пълно отпускане на мускулите и освобождаване от напрежението. [3]
4. Следва ваната със затоплението до 40-45 градуса обли камъни, където тялото се масажира.
5. На финала човек се отдава на почивка, пиейки чай.[4]

## Полезни ефекти
Офуро е преди всичко средство за релаксация и освобождаване от стреса. Въпреки това учени от Япония установяват и редица ползи от този ритуал:
- подобрява функциите на сърдечно-съдовата система
- стимулира функционирането на бъбреците
- подпомага обмяната на веществата
- облекчава ставни и ревматични проблеми
- заздравява и почиства кожата

## Противопоказания
Въпреки редицата положителни ефекти от японската баня, тя не е подходящ избор за всеки. Специалистите съветват хора с остри хронични заболявания и онкологични заболявания да избягват японската баня. Не е подходяща и за бременни, деца под 3 години, хора страдащи от епилепсия, стенокардия, хипертония, туберкулоза, сърдечна недостатъчност. 